# Viladasens
Viladasens è un comune spagnolo di 217 abitanti situato nella comunità autonoma della Catalogna.

## Storia
Il primo documento è Viladasens l'anno 1058, sotto il nome di: Villamar DEASINIS.
Viladasens E per l'insediamento nel periodo iberico, come dimostrano le scoperte fatte nell'ambito collinare del Pozzo del ghiaccio e soprattutto nel
Croce Fellini, dove durante la costruzione della strada s'excavaren una mezza dozzina di cabine-III secolo a.C., appartenenti ad un piccolo centro di produzione ceramica. In epoca romana Via Augusta attraversava la città, la pianura a est della città, un edificio è stato identificato che potrebbe corrispondere alla residenza romana (vicino all'ostello attraverso) di Cinniana, che ha dato nome al Cinyana fiume. Nell'XI secolo erano già stabilite parrocchie Viladasens e Fellini, come indicato nei documenti delle chiese rispettivi elementi romanici. È notizia di una serie di case (il Blackberry, possono mettere a nudo, l'abile ca ...) per dimostrare una maggiore espansione dell'agricoltura in epoca medievale. Le due parrocchie anche costituito un dominio reale Baliato che è stato per quasi tutte medievali e moderni.
Viladasens è sempre stato un comune rurale: il XVIII secolo vissuto una certa crescita, dai 250 abitanti nel 1718-404 nel 1787, che rimase senza cambiare molto fino alla metà del ventesimo secolo. Da allora, i profondi cambiamenti in agricoltura hanno portato all'abbandono dell'attività di molte case e la popolazione si sono dimezzate: 357 residenti nel 1960 passò sotto i 189 nel 1981. I due decenni, ma sono stati stabilità, il mantenimento di alcune aziende, opportunamente adattato ai tempi che cambiano.
Così, nonostante i grandi cambiamenti che sono stati in giro, Viladasens ha raggiunto il ventunesimo secolo, pur mantenendo il suo aspetto essenzialmente rurale, ma senza sacrificare i benefici del progresso tecnico.

## Attrazioni
- Chiesa parrocchiale di San Vincenzo (tempio religioso)
- Chiesa di San Martino di Fellini (tempio religioso)
- Chiesa di San Martin de la Mora (tempio religioso)
- Balaguer Viladasens e Fellini (Edifici civili)

## Economie
Alimentata da pioggia e bestiame.